# Троцкий в США

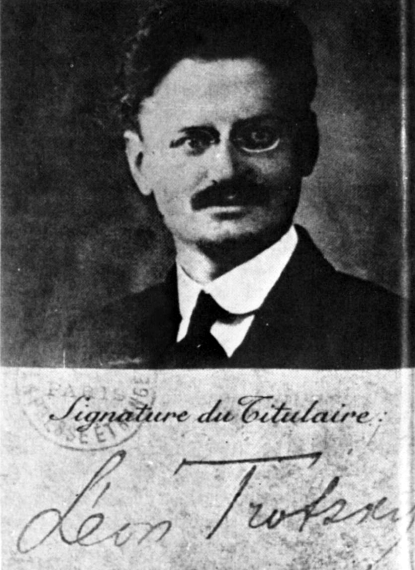
Французский паспорт Льва Троцкого, по которому он жил в Нью-Йорке в 1917 году

Троцкий в США — период в жизни Льва Троцкого, длившийся десять недель, которые он провёл вместе со своей семьёй в Нью-Йорке в 1917 году. Его прибытие активно освещалось в местной прессе. В США Троцкий сотрудничал с эмигрантскими газетами «Новый мир», «Наше слово» и еврейской рабочей газетой «Форвертс», критикуя либеральные взгляды и выступая против участия Америки в Первой мировой войне. Изучение Троцким статистических данных США того периода привело его к мысли о решающей роли Америки в послевоенном мировом развитии. Он также активно вёл политическую деятельность: его выступления на митингах и «политических банкетах» имели успех — кроме того, он собрал вокруг себя группу сторонников из числа членов Социалистической партии и принял участие в создании газеты «Классовая борьба». Троцкий покинул США после амнистии политическим эмигрантам, объявленной в России после Февральской революции.

## Предыстория
После того как французские власти сочли пребывание Троцкого в стране нежелательным, он был (фактически нелегально) выслан в Испанию. Власти в Мадриде также не захотели видеть Льва Давидовича на своей территории и даже на три дня заключили его в тюрьму. В итоге его вместе с семьёй посадили на пароход и отправили за океан.

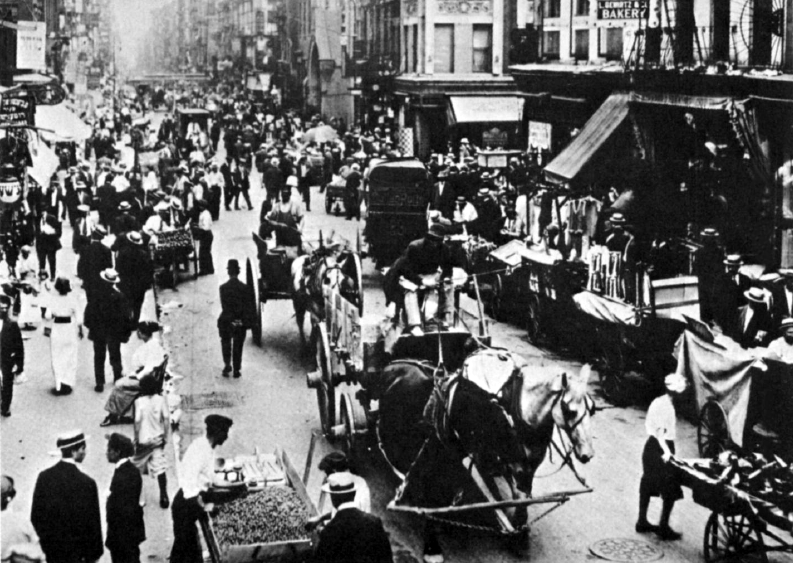
Нью-Йорк в 1912 году

## Жизнь в Нью-Йорке

### Прибытие в город
«Холодным и дождливым воскресным утром» 13 января 1917 года Лев Троцкий со своей семьёй прибыл на борту испанского трансатлантического парохода «Монсерат» (исп. Montserrat) из Барселоны в Нью-Йорк, который Троцкий позже назвал «сказочно-прозаическим городом капиталистического автоматизма». В порту его торжественно встречали представители не только русской революционной эмиграции, но и американские социалисты: среди них были Лев Дейч и старый знакомый Троцкого ещё в период жизни в Николаеве Григорий Зив, эмигрировавший в США. Как только стало известно о прибытии Троцкого в город, местная социалистическая пресса начала «кампанию подготовки и обработки публики для достойной встречи гостя»: о нём писали как о старом борце за свободу и демократию в России, изгнанном из Австрии и Франции. Положительные отклики на прибытие Троцкого появились и в ряде либеральных американских изданий — их статьи часто сопровождались фотопортретами революционера. Коммунист Моисей Ольгин, бывший свидетелем вступления будущего наркома на американскую землю, отметил его «измождённый вид».

Прямо в порту, после прохождения медицинского и пограничного контроля, Троцкий дал интервью корреспонденту еврейской газеты, которому попытался объяснить, что еврейский вопрос может быть разрешен только после социалистической революции — интервью заняло половину газетной полосы: 
Никогда, на самом строгом допросе жандармов я так не потел, как теперь, под перекрестным огнем этих специалистов своего дела.

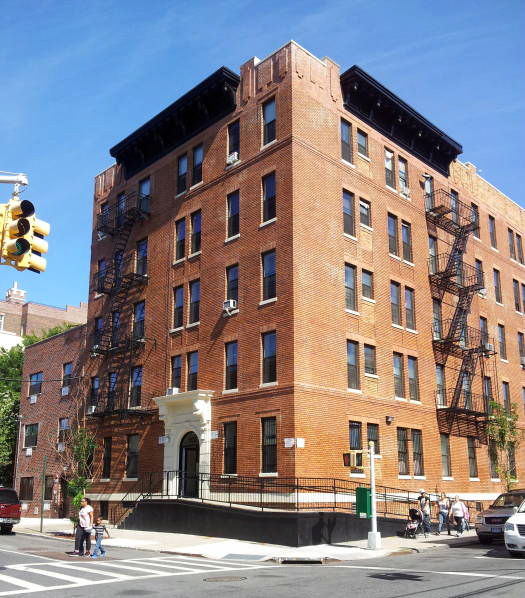
1522 Vyse Avenue: Дом Троцкого в Бронксе (фотография 2016 года)

### Обустройство в Бронксе
Семья Троцких-Седовых поселилась в районе Бронкс — в квартире за 18 долларов в месяц на 164-й улице (по другим данным — по адресу 1522 Vyse Avenue, около 172-й улицы), найденной Григорием Чудновским. По европейским меркам жильё было роскошным, хотя американцы таковым его уже не считали. Наличие телефона прямо в квартире, бесперебойное электрическое освещение, газовая плита, ванная комната и «спуск сорного ящика вниз» вызвали приятное удивление Троцкого и его родственников. За неполные два месяца до Февральской революции в России Троцкий успел составить большие планы по обустройству в США, часть из которых он даже успел осуществить. Троцкий планировал продолжать привычную ему «литературно-политическую» деятельность — на службу он устраиваться не собирался. Позже в США были опубликованы многочисленные «живописные зарисовки» из «жизни Троцкого» в Нью-Йорке, в которых он, якобы, был голодающим портным, посудомойщиком и даже безуспешным киноактёром. В последнем случае предполагаемым «источником» являлся известный американским актёр Гарри Т. Мори, никогда не видевший Троцкого.
Будучи вегетарианцем, Троцкий стал завсегдатаем ресторана «Triangle Dairy Restaurant» на Wilkens Avenue. В связи с принципиальной позицией никогда не оставлять чаевых он вступал в многочисленные конфликты с местными официантами, которые даже «случайно» облили его горячим супом.

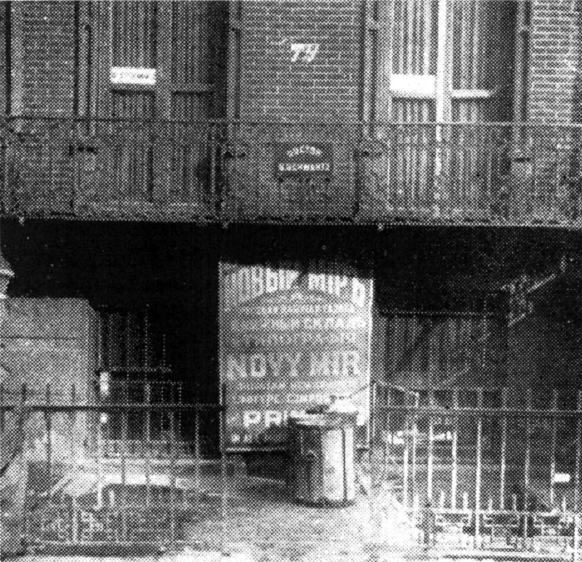
Офис газеты «Новый мир» (1916—1917): 77 St Marks Place

### Работа в «Новом мире» и «Форвертсе»
Троцкий успешно сотрудничал с русскоязычными газетами «Новый мир» (был включен в редколлегию вместе с Бухариным, Коллонтай и Володарским) и «Наше слово», принадлежавшими к левому крылу социал-демократического движения — а также с еврейской рабочей газетой «Форвертс» (идиш פֿאָרווערטס‎, Forverts или Vorwärts), имевший в те годы двухсоттысячный тираж. В последней вышло четыре статьи Троцкого. Сотрудничеству окончилось, когда редактор занял «патриотическую» позицию в освещении немецкого плана по использованию Мексики как союзника Германской империи в Великой войне: Троцкий же был против поддержки правительства в любых обстоятельствах.
На некоторое время Троцкому удалось наладить «тёплые отношения» с проживавшими в США марксистами, включая Чудновского и Бухарина. 5 марта, на организованном Социалистической партией США митинге, он и американский коммунист Луис Фраина даже предложили — в случае вступления Америки в Первую мировую войну — устроить забастовки и активно сопротивляться мобилизации. Это предложение было отвергнуто руководством партии и не было утверждено на голосовании. Кроме того, Троцкий резко полемизировал с издававшимися в Нью-Йорке русскоязычными либеральными газетами «Русский голос» и «Русское слово» — особенно «доставалось» журналисту и писателю Осипу Дымову.
Кроме того, Троцкий посещал публичные библиотеки, открытые в те годы в США и в вечернее время, где изучал экономическую жизнь страны по статистическим сборникам и прессе. Этот анализ привёл его к выводу, что США начинали превращаться в крупнейшую экспортную державу, и что именно Америке было суждено сыграть решающую роль в послевоенном мировом развитии. Своими выводами он активно делился с читателями, а позже более подробно рассказал о них в ряде своих советских брошюр.

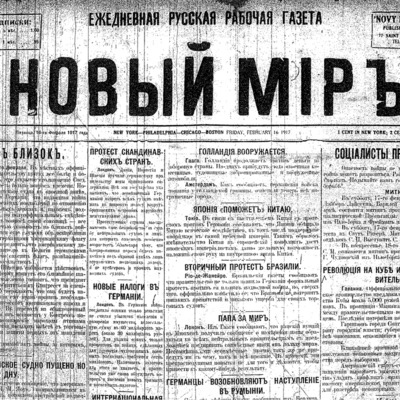
Передовица газеты «Новый мир»

Уже на третий день после прибытия в Нью-Йорк в «Новом мире» появилась статья Троцкого «Да здравствует борьба!», в которой впервые им высказывались мысли о влиянии войны на соотношение сил двух континентов:
Величайший по значению экономический факт состоит в том, что Европа разоряется в самых основах своего хозяйства, тогда как Америка обогащается.
Мысли «о росте могущества американского капитализма» в годы европейской войны составили основное содержание почти всех последующих выступлений Троцкого в «Новом мире»: наиболее ярко они прозвучали в статье «За два с половиной года войны в Европе». В тот период Троцкий стоял на позициях антимилитаризма, решительно выступая против превращения войны в Европе в общемировую, считая лиц, стоящих во главе любой армии, «шайкой воров». Он также высказывал острые суждения о деятельности Красного креста, который считал «правительственной военной организацией». Влияние газеты «Новый мир» в целом — и статей Троцкого, в частности — на «рабочий класс» Нью-Йорка было поставлено под сомнение уже в 1918 году.

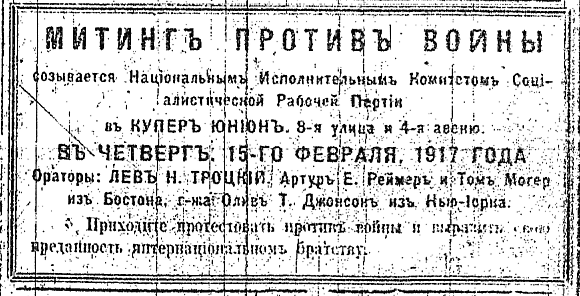
Объявление о митинге c участием «оратора» Троцкого (февраль 1917)

### Политическая деятельность
Троцкий активно приглашался на многие «политические банкеты», созывавшиеся для сбора партийных средств — не только в Нью-Йорке, но и в соседние крупные города Восточного побережья США. Eго выступления собирали полные залы и вызывали восторженные отзывы даже у тех, кто не разделял его политической платформы — знакомство с трудами Маркса в тот период в США было редкостью. В результате вести об активности Троцкого дошли до Европы: Мартов писал, что «в начавшейся в Америке кампании против войны Троцкий играет довольно активную роль». Лидер меньшевиков также добавлял: «бьюсь об заклад, что через три месяца начнутся раздоры между ним и русскими американцами, и он образует свою фракцию».
Предсказание Мартова сбылось даже раньше: всего через несколько недель после своего прибытия Троцкий вступил в конфликт с руководством Социалистической партии США и, собрав вокруг себя группу левых социалистов, приступил к созданию организации своих единомышленников, причём сразу на международном уровне. Был уже намечен выпуск «боевого марксистского еженедельника», содержание первых нескольких номеров которого уже было составлено. Печатное издание под заглавием «Классовая борьба» (англ. The Class Struggle) вышло 22 апреля — в тот момент, когда Троцкий уже покинул британский «концлагерь» в Галифаксе (см. Арест Троцкого в Галифаксе).
Несмотря на всё это, свержение самодержавия на родине (см. Февральская революция) и последовавшая за этим амнистия для политических мигрантов привели к тому, что Троцкий срочно начал готовить своё возвращение в Петроград. Он не скрывал, что не планирует поддерживать Временное правительство — за что в то период ратовали более умеренные социалисты.

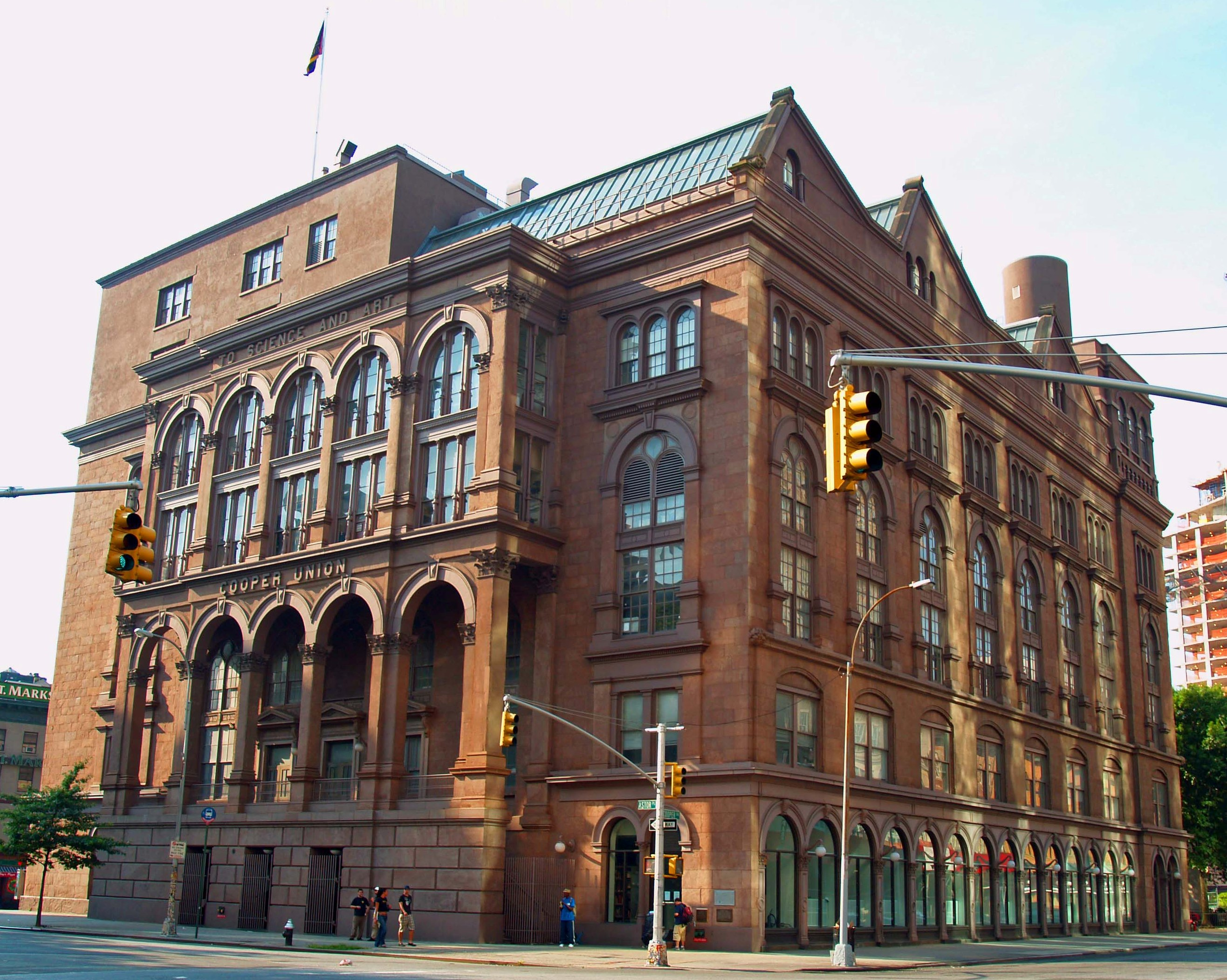
Cooper Union: одно из мест выступления Троцкого в Нью-Йорке

## Возвращение в Россию
Перед отъездом, во время прощального выступлении на американской земле — в «Harlem River Park Casino» — Троцкий призвал жителей США организоваться и «сбросить проклятое, гнилое, капиталистическое правительство». Проводить Троцкого в порт пришло около 300 человек (по другим данным — 800): непосредственно на борт его занесли на плечах восторженные друзья и сторонники.
Во время возвращения из эмиграции Троцкий был арестован британскими властями в канадском Галифаксе, но вскоре освобождён. Он был встречен представителями Межрайонной группы и большевиками на Финляндском вокзале, после чего присоединился к «межрайонцам» и начал публичное сближение с Лениным, завершившееся совместным захватом власти в октябре 1917 года.

## Финансовый вопрос
Финансовые аспекты, связанные с прибытием и проживанием Троцкого в США, на сегодняшний день не вполне ясны. В развёрнутом письме Моисею Урицкому, отправленному 24 ноября 1916 года из испанского Кадиса и перехваченному британской спецслужбой MI5, Лев Давидович сообщал, что на момент прибытия в город имел на руках около 40 франков. При высадке же в Нью-Йорке Троцкий официально задекларировал крупную по тем временам сумму в 500 долларов США, а также указал дорогостоящий отель Astor на Таймс-сквер в качестве места своего проживания в городе.
После того как имя Троцкого стало известно всему миру, генеральный прокурор Нью-Йорка Альфред Беккер провёл расследование финансовых дел будущего наркома на территории штата. В результате выяснилось, что Лев Давидович получал в газете «Новый мир» 20 долларов в неделю, а его публичные лекции и статьи в другие издания принесли ему несколько сотен долларов — что в сумме с деньгами собранными при отъезде (226 или 310 долларов) давало около 700 и точно не превышало одну тысячу. При этом только за 16 билетов второго и один билет первого класса на пароход в Скандинавию Троцкий заплатил «пароходному агенту» Генри Заро (Henry C. Zaro; 3rd Avenue, дом 1) сумму в 1394 долларов и 50 центов. Происхождение этих денег вызывает споры по сей день и порождает целый ряд теорий, включая конспирологические. К сожалению, в рассекреченном уже в XXI веке досье на Троцкого, собранном MI5, часть о действиях и перемещениях Льва Давидовича в США (англ. Report on ‘Russian Revolutionaries in New York – Activities & Movements of Trotzki, Leon’) отсутствует.

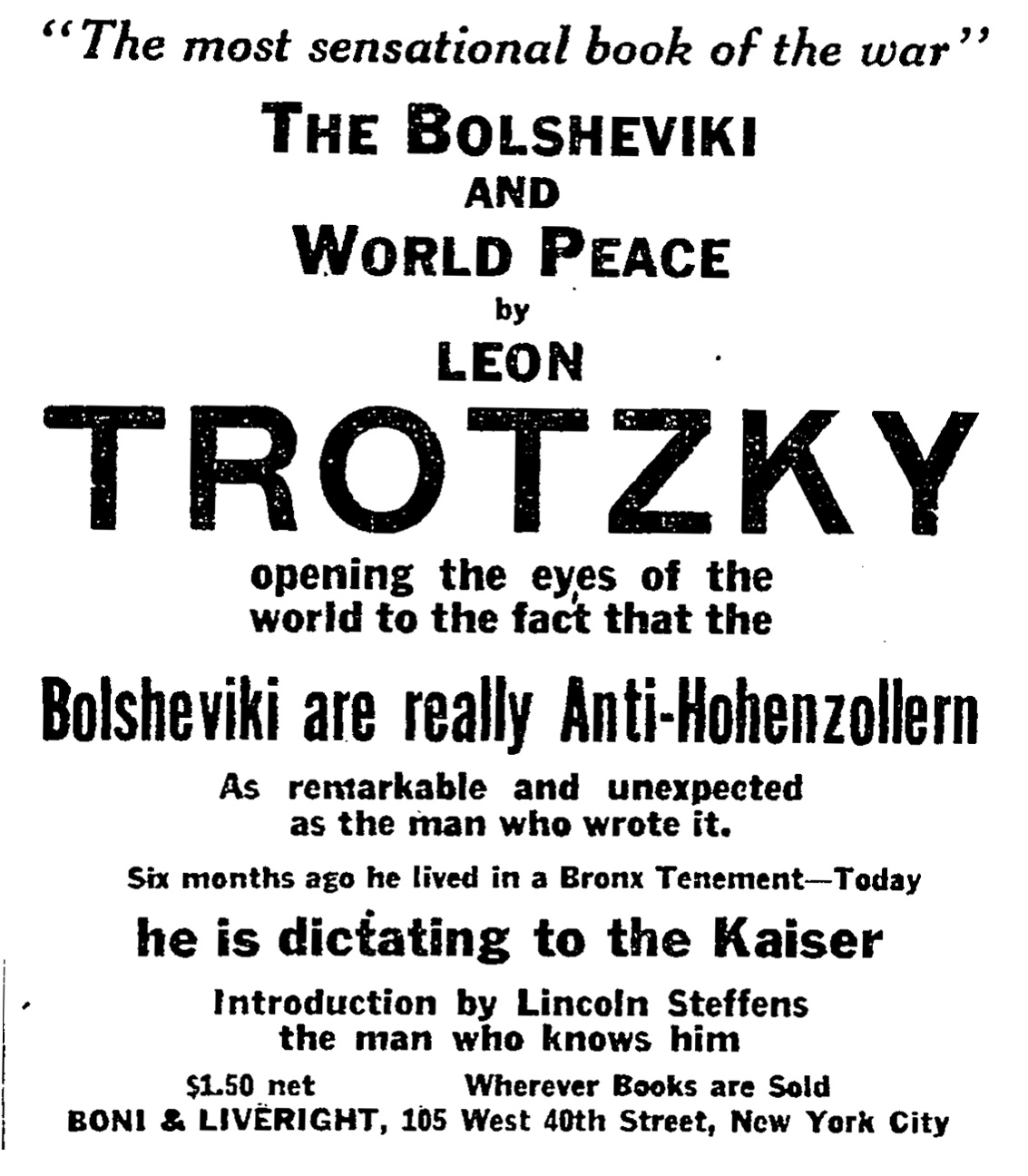
Американская реклама «сенсационной» книги Троцкого

## Последствия
Хотя Троцкий «только одним глазом заглянул внутрь кузницы, где будет выковываться судьба человечества», его пребывание в США имело долгосрочные последствия. Всего за несколько недель Троцкому удалось собрать вокруг себя несколько сотен сторонников, вставших в оппозицию к курсу, проводимому руководством Социалистической партией Америки. Количество лиц, подпавших под обаяние его личности, исчислялось тысячами.
В октябре 1917 года в местной газете района Бронкс вышла передовица о победе большевиков в Петрограде под заголовком «Человек из Бронкса ведёт Русскую революцию» (англ. Bronx Man Leads Russian Revolution).
- Trotzky L. The Bolsheviki and world peace / Introduction by L. Steffens. — New York: Boni and Liveright, 1918. — 239 p.